# Plut (priimek)
Plut je priimek v Sloveniji in tujini. Po podatkih Statističnega urada Republike Slovenije je na dan 1. januarja 2010 v Slovenjiji uporabljalo ta priimek 760 oseb.  

## Znani nosilci priimka
- Alojzij Plut (1841—1917), duhovnik-misijonar v Ameriki, minesotski pionir
- Bojan Plut (1967—1986), morilec
- Boni Pajntar Plut, plavalka, psihologinja, hipno-psihoterapevtka
- Boža Plut (*1959), borka za zaščito otrokovih pravic
- Dušan Plut (*1950), geograf, univ. profesor, ekolog, politik in publicist
- Eli Plut (*1994), alpska smučarka
- Igor Plut, novomeški likovni ustvarjalec, slikar
- Ivan John Plut (1934—2015), kanadski Slovenec, nosilec častnega znaka svobode Republike Slovenije
- Jadranka Plut, kustosinja, kuratorica in umetniška vodja galerije Alcatraz
- Josip Plut (1891—1952), gledališki igralec
- Jože Plut (*1964), duhovnik, vojaški vikar, stolni kanonik
- Katja Plut (*1979), pesnica
- Lea Plut (1986—2024), fotomodel/manekenka
- Leopoldina Plut Pregelj (*1946), pedagoginja, didaktičarka
- Marjana Plut, namiznoteniška igralka
- Milan Plut (1881—1925), časnikar, urednik
- Samo Plut, zdravnik gastroenterolog
- Silvo Plut (1968—2007), serijski morilec
- Simona Plut (*1995), pevka
- Štefan Plut (1900—1975), biolog človeka, častni član Prirodoslovnega društva Slovenije (1969)
- Štefan Plut (1928—2016), zdravnik pediater in medicinski pedagog
- Theresa Plut  (*1978), kanadsko-slovenska sopranistka
- Vanja Plut (*1980), igralka
- Vito Plut (*1988), nogometaš